# Burgos-Burpellet-BH
Burgos-Burpellet-BH is een Spaanse wielerploeg. Naamgevers zijn sinds 2008 het toerismebureau van de provinciale raad van Burgos en vanaf 2012 het fietsmerk BH dat hiervoor ook al de fietsleverancier was.
In 2005 verkreeg het amateurteam van Cropusa, dat sinds 1999 onder verschillende namen opereerde, voor 2006 de status van continentaal team (CT). In 2018 volgde die van pro-continentaal team (PCT) en in 2020 die van ProTeam (PRT). Het team startte onder de naam Viña Magna-Cropu (2006-2007) en ging in 2008 als Burgos Monumental verder. Van 2009-2013 was de autonome gemeenschap Castilië en León medenaamgever. In 2010 en 2011 werd de naam Burgos 2016 gebruikt om hiermee de kandidatuur van de stad Burgos als Culturele hoofdstad van Europa van 2016 te promoten.

## Ploegnamen
| Periode   | Naam                              | UCI-code                        | PC                                             | Fietsmerk          |
| --------- | --------------------------------- | ------------------------------- | ---------------------------------------------- | ------------------ |
| 2006-2007 | Viña Magna-Cropu                  | VMC                             | CT                                             | ? (2006) BH (2007) |
| 2008      | Burgos Monumental                 | VMC                             | CT                                             | BH                 |
| 2009      | Burgos Monumental-Castilla y León | VMC                             | CT                                             | BH                 |
| 2010-2011 | Burgos 2016-Castilla y León       | VMC                             | CT                                             | BH                 |
| 2012-2013 | Burgos BH-Castilla y León         | BUR                             | CT                                             | BH                 |
| 2014-2023 | Burgos-BH                         | BUR (2014-2016) BBH (2017-2018) | CT (2014-2017) PCT (2018-2019) PRT (2020-2023) | BH                 |

## Renners
N.B. alleen renners met een eigen artikel op wikipedia zijn hier vermeld.

## Wedstrijden

### Grote rondes
| Ronde van Spanje | Ronde van Spanje       | Ronde van Spanje |
| Jaar             | Hoogste eindklassering | Etappe zege(s)   |
| ---------------- | ---------------------- | ---------------- |
| 2018             | 083e Jose Mendes       |                  |
| 2019             | 104e Jetse Bol         | 5e Ángel Madrazo |
| 2020             | 043e Ángel Madrazo     |                  |
| 2021             | 019e Óscar Cabedo      |                  |
| 2022             | 022e Óscar Cabedo      |                  |
| 2023             | 037e Pelayo Sanchez    |                  |

### Overwinningen
2005
Eindklassement Ronde van Extremadura: Luis Roberto Álvarez
2006
Eindklassement Ronde van San Juan: Gerardo Fernández
4e etappe Ronde van Madrid: Oscar Vicente Grau
Eindklassement Ronde van Navarra: Jesús Tendero
1e etappe Ronde van Asturië: Oscar Vicente Grau
GP Cristal Energie: Carlos Torrent
2e etappe Ronde van Burgos: Carlos Torrent
10e etappe Ronde van de Toekomst: Sergio Pardilla
1e etappe Vuelta a Antioquia: Alexis Castro
2007
1e etappe Ronde van Cuba: Víctor Gomes
3e etappe Ronde van Cuba: Bruno Lima
6e etappe Ronde van Cuba: Bruno Lima
5e etappe Cinturón Ciclista a Mallorca: Diego Gallego
2e etappe Ronde van León: Víctor Gomes
4e etappe Ronde van León: Carlos Torrent
2e etappe Ronde van de Pyreneeën: Ivan Gilmartín
3e etappe Ronde van de Pyreneeën: Sergio Pardilla
Eindklassement Ronde van de Pyreneeën: Sergio Pardilla
6e etappe Ronde van de Toekomst: José Herrada
2008
3e etappe Ronde van La Rioja: Sergio Pardilla
3e etappe Ronde van Navarra: Joaquín Sobrino
2e etappe Ronde van Mexico: Joaquín Sobrino
2009
1e etappe Ronde van Castilië en León: Joaquín Sobrino
4e etappe Ronde van Guatemala: Byron Guamá
8e etappe Ronde van Guatemala: Byron Guamá
1e etappe Ronde van Ecuador: Byron Guamá
2e etappe Ronde van Ecuador: Byron Guamá
2010
1e etappe Ronde van Ecuador: Byron Guamá
4e etappe Ronde van Ecuador: Byron Guamá
Eindklassement Ronde van Ecuador: Byron Guamá
2011
2e etappe Mi-Août en Bretagne: David Belda
2012
2e etappe GP Abimota: Moisés Dueñas
Eindklassement GP Abimota: Moisés Dueñas
4e etappe Ronde van León: Moisés Dueñas
Ronde van Zamora: Moisés Dueñas
2013
2e etappe Ronde van Savoie-Mont Blanc: Jesús del Pino
2014
2e etappe Ronde van Castilië en León: David Belda
Eindklassement Ronde van Castilië en León: David Belda
3e etappe Ronde van Korea : Juan José Oroz
3e etappe Ronde van Portugal: David Belda
5e etappe Ronde van Portugal: David Belda
2015
4e etappe Ronde van Rhône-Alpes Isère: David Belda
1e etappe Ronde van Savoie-Mont Blanc: David Belda
Eindklassement Ronde van Savoie-Mont Blanc: David Belda
Festes de Sant Salvador-Arta: Sebastian Mascaro
2017
2e etappe Ronde van Gironde: Pablo Torres
Eindklassement Ronde van Gironde: Pablo Torres
Challenge de Tardor-Mancor de La Vall: Joan Ruiz
Challenge de Tardor-Inca (ITT): Joan Ruiz
2018
12e etappe Ronde van het Qinghaimeer: Daniel López
7e etappe People North-Caucasus: Matvei Mamykin
2019
Trofeo Joaquim Agostinho: José Fernandes
13e etappe Ronde van het Qinghaimeer: Matthew Gibson
2e etappe Ronde van Vetusta: Ángel Fuentes
5e etappe Ronde van Spanje: Ángel Madrazo
Zie jaarpagina's
2022
2023
2024
2025
2006 · 2007 · 2008 · 2009 · 2010 · 2011 · 2012 · 2013 · 2014· 2015· 2016· 2017· 2018· 2019· 2020· 2021 · 2022 · 2023 · 2024 · 2025
Burgos-Burpellet-BH · Caja Rural-Seguros RGA · Equipo Kern Pharma · Euskaltel-Euskadi · Israel-Premier Tech · Lotto · Q36.5 Pro Cycling Team · Solution Tech-Vini Fantini · Team Corratec-Vini Fantini · Team Flanders-Baloise · Team Novo Nordisk · Polti VisitMalta · TotalEnergies · Tudor Pro Cycling Team · Unibet Tietema Rockets · Uno-X Mobility · VF Group-Bardiani CSF-Faizanè · Wagner Bazin WB
Zie ook: UCI ProSeries · Continental Circuits
Cabedo · Cubero · Ezquerra · González · Herklotz · Langellotti · López · Mamykin · Mendes · Merino · Mitri · Robredo · Rubio · Salas · Sessler · Simón · Torres
Bico · Bol · Cabedo · Cubero · Ezquerra · Fernandes · Fuentes · Gibson · Langellotti · López · Madrazo · Mitri · Peñalver · Robredo · Rubio · Sessler · Sureda · Vilela
Aparicio · Bol · Cabedo · Díaz (vanaf 3/6) · Domingues · Ezquerra · Fuentes · Langellotti · López-Cózar · Madrazo · Molenaar · Moreno · Muller · Navarro · Okamika · Orts · Pelegrí · Peñalver · Räim · Rubio · Sánchez · Fernández (stagiair) · Franco (stagiair) · Martin (stagiair)
Alleno · Álvarez · Angulo · Aparicio · Ardila (tot 23/8) · Barthe · Bol · Díaz · Ezquerra · Fagundez · M. Fernández · Franco · Fuentes · Langellotti · Madrazo · Mora (vanaf 9/5) · Navarro · Okamika · Orts · Pelegrí · Peñalver · Sánchez · Delgado (stagiair) · S. Fernandez (stagiair)
Alleno · Álvarez · Angulo · Aparicio · Bol · Bouglas · Chumil · Delgado · Díaz · Ezquerra · Fagundez · Fernandez · Franco · Fuentes · Gate · Jackson · Langellotti · Mora · Okamika · Pelegrí · Sainbayar · Vacek · Bennassar (stagiair) · Cabedo (stagiair) · Rey (stagiair)